# 宮の沢駅
宮の沢駅（みやのさわえき）は、北海道札幌市西区宮の沢1条1丁目にある札幌市営地下鉄東西線の起点となる駅。駅番号はT01。

## 歴史
- 1999年（平成11年）2月25日：宮の沢駅 - 琴似駅間延伸開業に伴い、設置[1]
  - 開業前の仮称は「勤労者団地前駅」だった。「勤労者団地」の正式名称が昭和40年に「発寒団地」に変更になったのちもこの仮称が用いられていたが、のち「手稲東駅」[2]に変更、更に現在の「宮の沢駅」に決定した。
- 2008年（平成20年）8月30日：6000形電車引退セレモニーの開催
- 2009年（平成21年）3月3日：可動式ホーム柵が稼働開始[3]

## 駅構造
1面2線の島式ホーム。電車は新さっぽろ側の転轍機から空いている方のホームに進入し、折り返し運転を行う。西側は留置線となっており、それぞれ1編成ずつ留置が可能である(転轍機は設置されていない)。ホームと改札の間にはエレベーター・エスカレーターが設置されている。エスカレーターは大通駅などと異なり、上りと下りで逆を向いて設置されている。
当駅と隣の発寒南駅のホーム内装は他の東西線の駅とは異なり、開業時期の近い東豊線の島式ホーム駅に準じたデザインとなっている。
出口は7ヶ所あり、地上へのエレベーターは1・4・6番出口に設置されている。5番出口・バスターミナルへの通路は長く、この間には札幌市営地下鉄の駅で唯一の動く歩道がある。1番出口は南北線麻生駅1番出口同様、階段を一度下りてからまた上る構造になっており、出口へ通じる通路の途中にも通路移動のためのエレベーターが存在する。さらに防犯の都合上、23時30分以降は閉鎖される。定期券売り場を設置している。

### のりば
| ホーム | 路線   | 行先                 |
| ------ | ------ | -------------------- |
| 1・2   | 東西線 | 大通・新さっぽろ方面 |

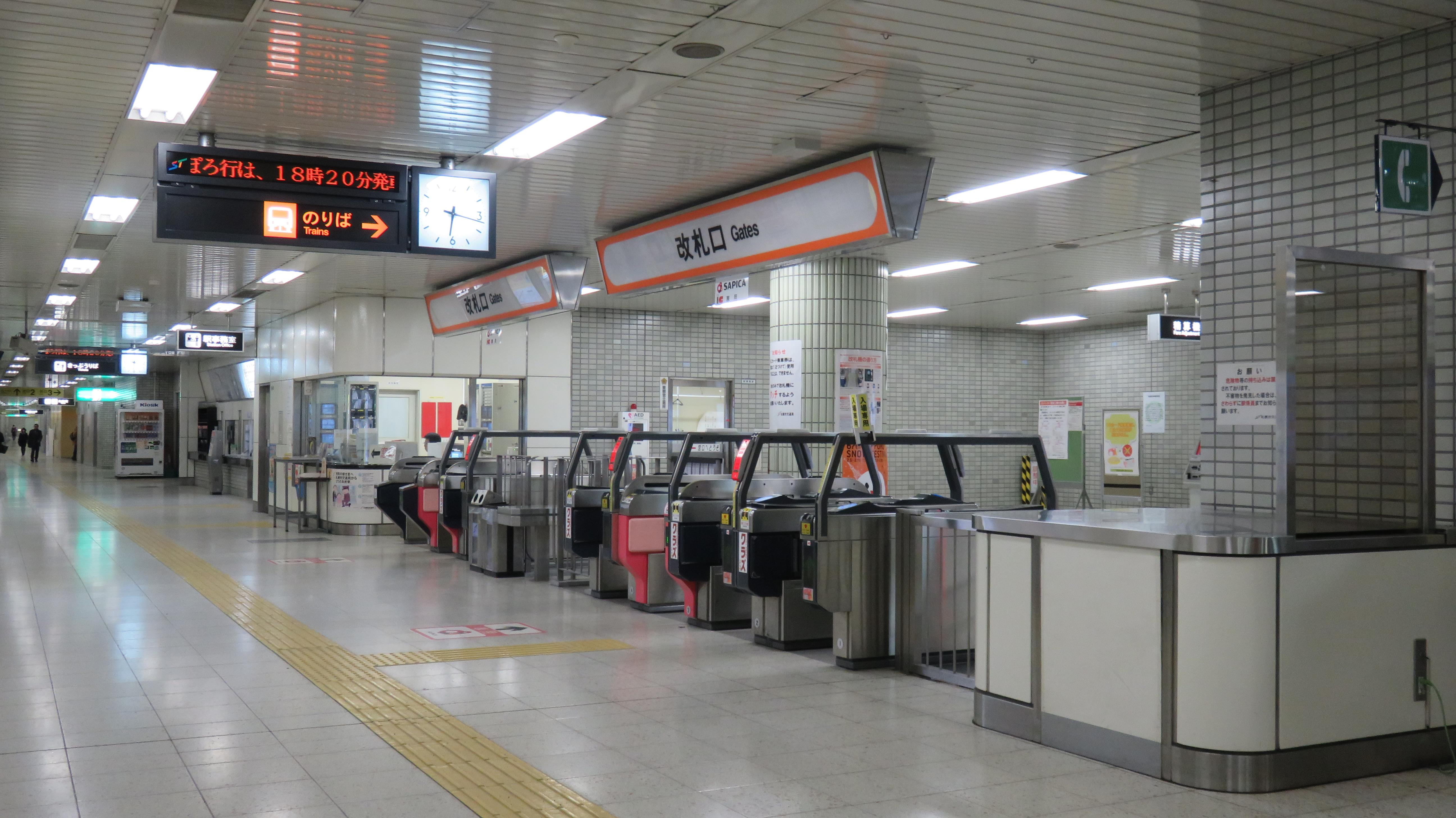
改札口
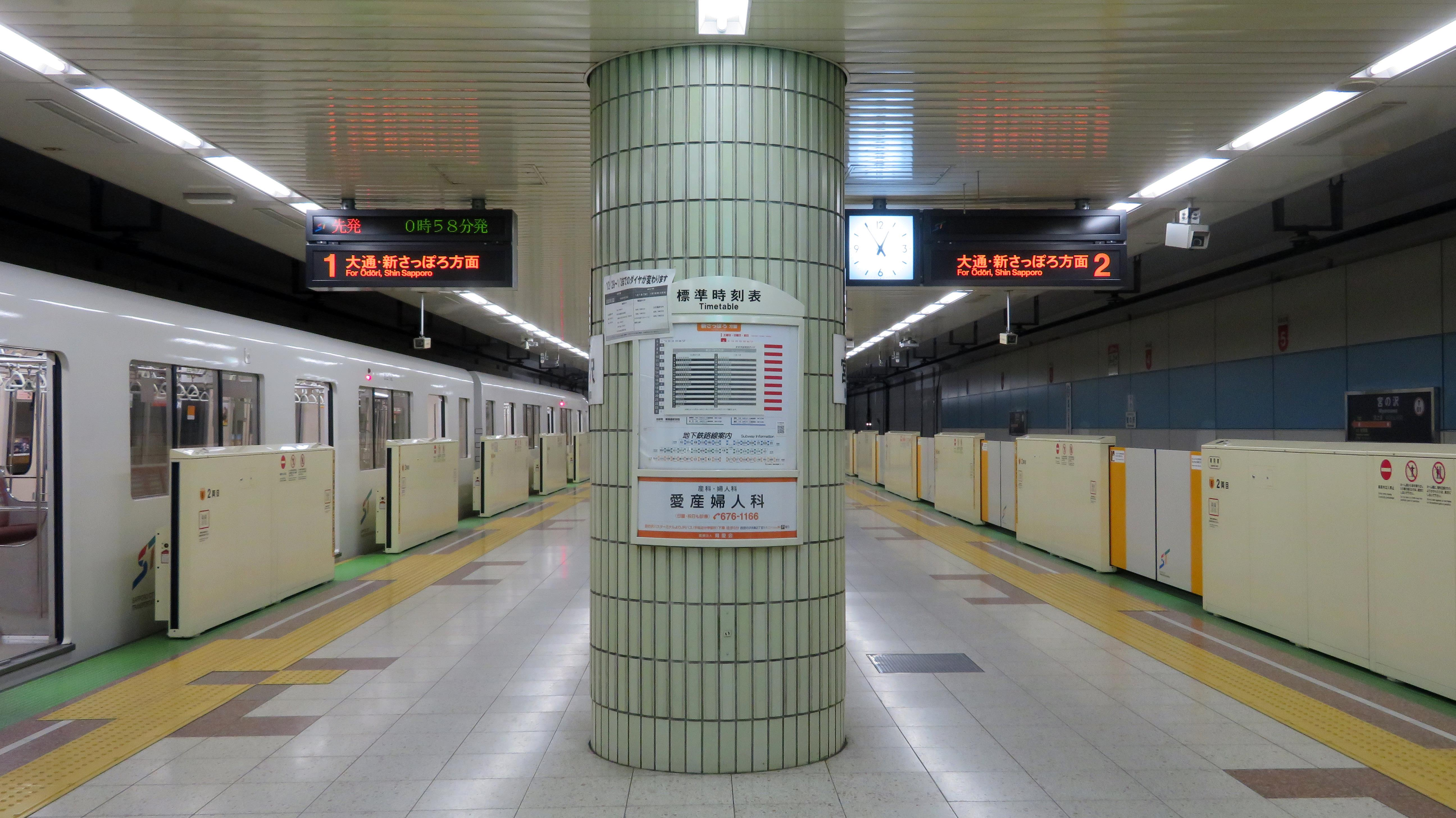
ホーム
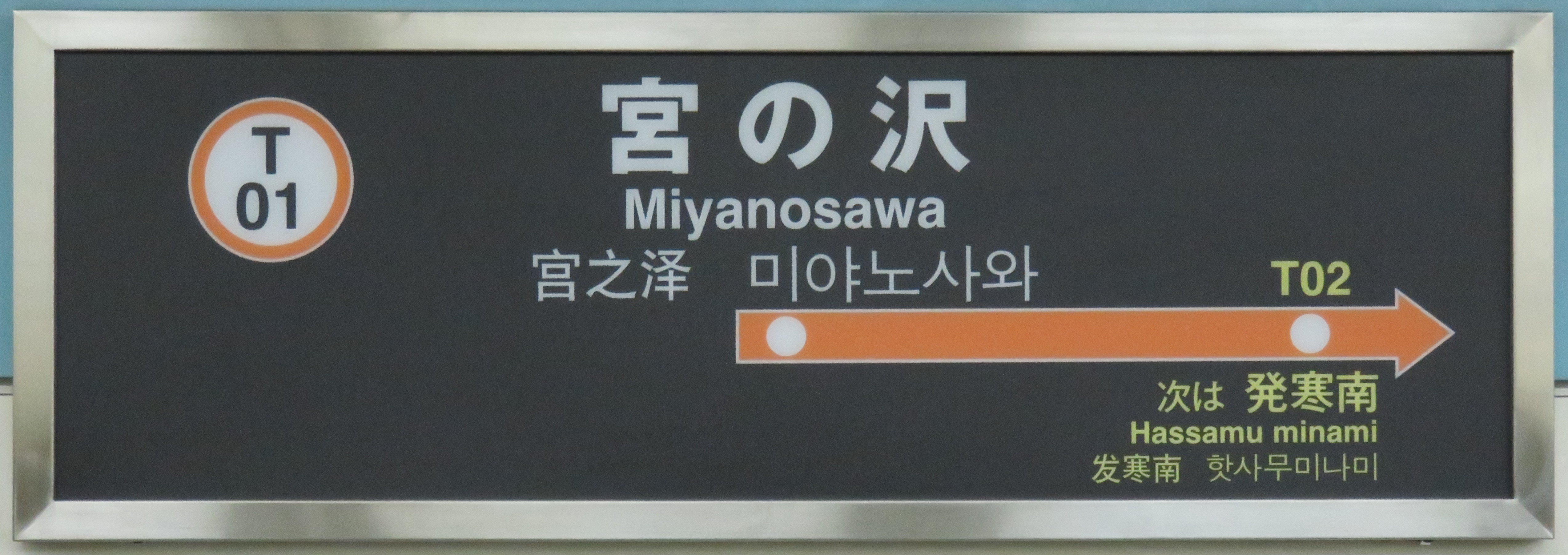
駅名標

## 利用状況
札幌市交通局によると、2020年度の1日平均乗車人員は10,350人で、微増傾向にある。
近年の1日平均乗車人員の推移は以下のとおりである。
| 年度               | 1日平均 乗車人員 | 出典  |
| ------------------ | ---------------- | ----- |
| 1998年（平成10年） | 9,397            | [ 4 ] |
| 1999年（平成11年） | 8,987            | [ 4 ] |
| 2000年（平成12年） | 9,988            | [ 4 ] |
| 2001年（平成13年） | 10,714           | [ 4 ] |
| 2002年（平成14年） | 11,157           | [ 4 ] |
| 2003年（平成15年） | 10,971           | [ 4 ] |
| 2004年（平成16年） | 11,124           | [ 4 ] |
| 2005年（平成17年） | 11,110           | [ 4 ] |
| 2006年（平成18年） | 11,392           | [ 4 ] |
| 2007年（平成19年） | 11,437           | [ 4 ] |
| 2008年（平成20年） | 11,608           | [ 4 ] |
| 2009年（平成21年） | 11,374           | [ 4 ] |
| 2010年（平成22年） | 11,445           | [ 4 ] |
| 2011年（平成23年） | 11,635           | [ 5 ] |
| 2012年（平成24年） | 12,071           | [ 5 ] |
| 2013年（平成25年） | 12,493           | [ 5 ] |
| 2014年（平成26年） | 13,098           | [ 5 ] |
| 2015年（平成27年） | 13,535           | [ 5 ] |
| 2016年（平成28年） | 14,222           | [ 6 ] |
| 2017年（平成29年） | 14,683           | [ 6 ] |
| 2018年（平成30年） | 14,671           | [ 7 ] |
| 2019年（令和元年） | 14,504           | [ 7 ] |
| 2020年（令和02年） | 10,350           | [ 8 ] |

## 駅周辺
発寒・宮の沢・西町北の三地区が丁度ぶつかるところに立地。
- 国道5号（札幌新道）
- 北海道道82号西野真駒内清田線（西野屯田通）
- 北海道道124号宮の沢北一条線（北5条手稲通）
- 二十四軒手稲通
- JR北海道函館本線発寒駅
- 札樽自動車道札幌西インターチェンジ
- マックスバリュ宮の沢店（直結）
- 札幌市生涯学習総合センター ちえりあ（直結）
- 札幌市西区体育館・温水プール
- 札幌市手稲記念館
- 札幌宮の沢郵便局
- 北海道銀行 宮の沢支店
- 北洋銀行 宮の沢支店・宮の沢中央支店
- 空知信用金庫 札幌西支店
- 遠軽信用金庫 宮の沢支店
- 北海道労働金庫札幌西支店
- 札幌孝仁会記念病院
- 勤医協札幌西区病院
- 石屋製菓本社・イシヤチョコレートファクトリー・白い恋人パーク他
- 上手稲神社
- イオンモール札幌発寒

## バス路線
宮の沢バスターミナルが設置されており、駅と地下通路で接続している。また、バスターミナルの他、北海道道124号宮の沢北一条線（北5条手稲通）沿いに「西町北20丁目」停留所があり、小樽方面の高速バス等が発着している。

## その他
- 駅スタンプは宮の沢駅のイニシャルMの中にちえりあが描かれている[10]。

## 隣の駅
札幌市営地下鉄
 東西線
宮の沢駅 (T01) - 発寒南駅 (T02)